# Гипс (материал)
Минерал гипс после добычи и переработки широко используется в промышленности, строительстве, ремонте, медицине, как скульптурный материал и т. д. Обожжённый гипс применяют для отливок и слепков (барельефы, карнизы и т. д.), как вяжущий материал в строительном деле. Гипсовым раствором скреплены блоки
Пирамиды Хеопса. Скульптурный гипс, так же как и медицинский, характеризуется чистотой и хорошим помолом. Этот материал широко используется в скульптуре для изготовления прочных форм или фигур, а также в стоматологии для изготовлении слепков зубов. Изделия из скульптурного гипса могут служить основой для декупажа или для росписи. Несмотря на то, что этот материал в застывшем виде является достаточно пористым и хрупким, он может применяться для изготовления уличной скульптуры и идеален для создания элементов интерьера и декоративных фигурок.
В наши дни природный гипс служит в основном сырьём для производства α-гипса и β-гипса.
β-гипс (CaSO4·0,5H2O) — порошкообразный вяжущий материал, получаемый путём термической обработки природного двухводного гипса CaSO4·2H2O при температуре 150—180 градусов в аппаратах, сообщающихся с атмосферой. Продукт измельчения гипса β-модификации в тонкий порошок называется строительным гипсом или алебастром, при более тонком помоле получают формовочный гипс или, при использовании сырья повышенной чистоты, медицинский гипс.
При низкотемпературной (95-100 °C) тепловой обработке в герметически закрытых аппаратах образуется гипс α-модификации, продукт измельчения которого называется высокопрочным гипсом.
В смеси с водой α и β-гипс твердеет, превращаясь снова в двуводный гипс, с выделением тепла и незначительным увеличением объема (приблизительно на 1 %), однако такой вторичный гипсовый камень имеет уже равномерную мелкокристаллическую структуру, цвет различных оттенков белого (в зависимости от сырья), непрозрачный и микропористый. Эти свойства гипса находят применение в различных сферах деятельности человека.
Механизм затвердевания вяжущих растворов на основе обезвоженного гипса отличается от более сложных процессов, происходящих в растворах на основе извести или цементов.
По ГОСТ 125-2018 в зависимости от сроков схватывания различаются виды гипса: быстротвердеющий — начало схватывания не ранее 2 мин., конец — не позднее 15 мин.; нормальнотвердеющий — начало схватывания не ранее 6 мин., конец — не позднее 30 мин.;  - медленнотвердеющий — начало схватывания не ранее 20 мин., конец — не нормируется.

## Виды гипсовых материалов и их классификация
В зависимости от типа тепловой обработки гипсовые материалы делятся на низкообжиговый и высокообжиговый. По тому, как затвердевает гипс, его делят на три группы:
- быстротвердеющий гипс-А
- нормальнотвердеющий гипс –Б
- медленно твердеющий гипс-В

Виды гипса по степени помола :
- I Грубый
- II Средний
- III Тонкий

Кроме этого, есть классификация гипса по степени сжатия (измеряется в мегапаскалях). Таких видов 12.
Первое число в номенклатурном наименовании (5, 6, 13, 16 и т.п.) обозначает прочность гипса на сжатие, единицой измерения которой является 1МПа – 10 кг/см2. Т.е. гипс с маркировкой 5 выдержит давление в 50 кг на см2, с маркировкой 13 - 130 кг/см2.

## Производство
В 2010 году в мире было произведено по данным USGS 147 миллионов тонн гипса. Крупнейшие производители — Китай (47 млн т), Иран (13 млн т), Испания (11,5 млн т), США (8,8 млн т), Таиланд (8,5 млн т).